# 시르다리야주
시르다리야주(우즈베크어: Sirdaryo viloyati, 러시아어: Сырдарьинская область)는 우즈베키스탄의 행정 구역으로, 우즈베키스탄 중부 시르다리야강 좌안에 위치하고 있으며 타슈켄트주와 지자흐주, 카자흐스탄, 타지키스탄과 인접해 있다.
시르다리야주는 9개 구로 구성되어 있으며 주도는 굴리스탄(인구 54,000명)이다. 주요 도시로 바흐트, 보요부트, 파르호드, 카흐라몬, 사이훈, 시르다리야, 시린, 양기예르가 있다.
시르다리야주의 기후는 전형적인 대륙성 기후를 띠며 대표적인 농산물로는 관개 농업을 통해 생산된 목화와 곡류, 멜론, 박, 감자, 옥수수, 포도 등이 있다. 공업 부문에서는 건설 자재 생산과 관개 설비 시설 제조, 목화 가공을 중심으로 발전했으며 시르다리야강에 있는 수력 발전소는 우즈베키스탄의 소비 전력 가운데 1/3을 생산한다.